# لي ماسون
لي ماسون (بالإنجليزية: Lee Mason)‏ هو حكم كرة قدم بريطاني، ولد في 29 أكتوبر 1971 في بولتن في المملكة المتحدة.